# 作山古墳
作山古墳（日语：／ Tsukuriyamakofun）是位於日本岡山縣總社市三須的一座前方後圓墳，為日本國史跡，是岡山縣第二大、日本全國第十大的古墳。

## 概要

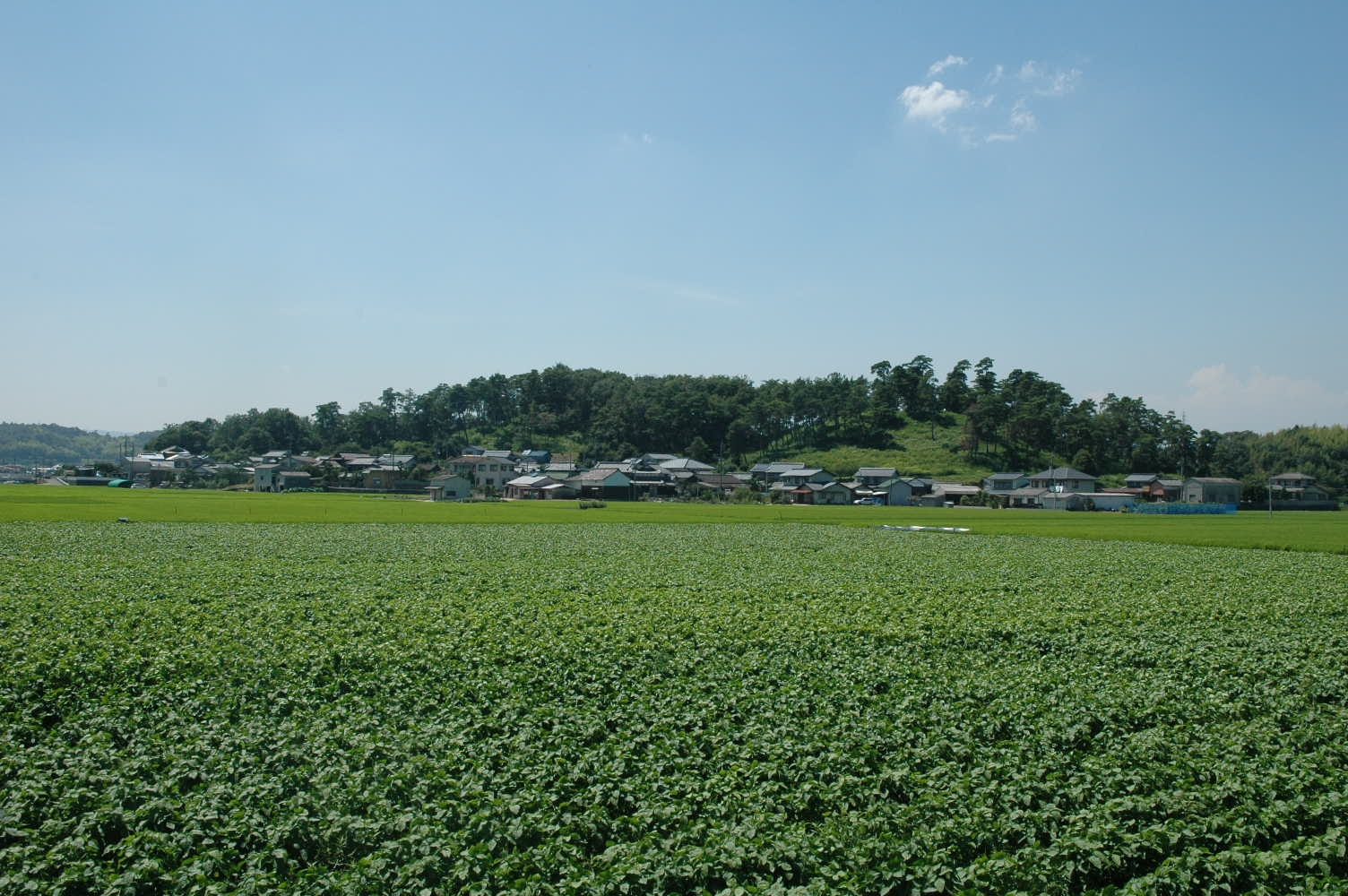
從東南部方向古墳

古墳建於極矮的丘陵上，其墳丘長約286米，後圓部分高24米，直徑174米，前方部分長110米，前面部分闊174米，高22米，有三屬的前方後圓墳，推測各層建了一個接一個的圓筒埴輪，斜坡由葺石堆成。古墳北面建有造出，沒有周濠，後圓部分的外圍則由闊約20米的作山段所包圍，前方部分前方與東南部分均有外觀不明顯的小丘，另外古墳雖為巨大古墳，但是並沒有陪葬墓。
古墳推測建於古墳時代中期（約5世紀中），可能是吉備國豪族的墓，是日本全國第十大的古墳，岡山縣內則次於造山古墳排第二位1921年3月3日，古墳獲指定為日本國史跡，至今為止尚未進行過考古調查。另外，由於與同縣岡山市的造山古墳的日語發音相同，因此當地以音讀稱呼作山古墳。古墳北面丘陵的17座前期古墳與建於東北面三須丘陵，墳丘長140米的前方後圓墳小造山古墳，古墳群一共有350座前期和後期古墳。

## 外部連結
- - 國指定文化財等數據庫（日語）